# Joachim Lemelsen
Joachim Hermann August Lemelsen (ur. 26 września 1888 w Berlinie, zm. 30 marca 1954 w Getyndze) – generał wojsk pancernych Wehrmachtu.

## Życiorys
Pochodził z rodziny wojskowej (jego ojciec był majorem w pruskim 22 pułku piechoty), karierę wojskową rozpoczął w armii pruskiej w 1907 roku. W 1908 uzyskuje stopień oficerski (ze starszeństwem od 1906 roku). W czasie I wojny światowej początkowo w służbie liniowej w jednostkach artylerii, a później (od 1916) na stanowiskach sztabowych w armii niemieckiej m.in. w 52 Dywizji Piechoty, 21 Dywizji Piechoty. Odznaczony Orderem rodu Hohenzollernów z mieczami i dwukrotnie Krzyżem Żelaznym. Po wojnie w Reichswehrze. W latach 1920–1935 służył na różnych stanowiskach dowódczych jednostek artylerii oraz wykładał taktykę artyleryjską w szkole w Jüterbog. W 1935 mianowany komendantem szkoły piechoty (później szkoła wojenna) w Dreźnie. W 1937 promowany na stopień generalski. W 1938 objął dowództwo 29 Dywizji Piechoty, którą dowodził podczas kampanii wrześniowej, za co został odznaczony okuciem do Krzyża Żelaznego. Wchodzący w skład 29 DP 15 Pułk Piechoty płk. Waltera Wessela dokonał 9 września 1939 masakry w Ciepielowie. Podczas kampanii francuskiej Lemelsen dowodził 5 Dywizją Pancerną. W listopadzie 1940 objął dowództwo XLVII Korpusu Pancernego, którym dowodził w czasie walk na froncie wschodnim, za co 15 lipca 1942 został odznaczony Złotym Krzyżem Niemieckim. Za udział w bitwie na łuku kurskim odznaczony Liśćmi Dębowymi do Krzyża Żelaznego (7 września 1943). W okresie listopad-grudzień 1943 dowodził 10 Armią we Włoszech. Później przeniesiony do rezerwy. W maju 1944 objął, na krótko dowodzenie 1 Armią. W okresie czerwiec-październik na froncie włoskim dowodził 14 Armią, później (październik 1944 - luty 1945) 10 Armią i ponownie 14 Armią, aż do kapitulacji. Po wojnie w niewoli alianckiej, zwolniony w 1948 roku.

## Rangi
- Fahnenjunker – 1 lipca 1907
- Leutnant – 19 listopada 1908 (starszeństwo od 18 listopada 1906)
- Oberleutnant – 24 grudnia 1914
- Hauptmann – 18 sierpnia 1916
- Major – 1 czerwca 1927
- Oberstleutnant – 1 listopada 1931
- Oberst – 1 kwietnia 1934
- Generalmajor – 1 kwietnia 1937
- Generalleutnant – 1 kwietnia 1939
- General der Artillerie – 1 sierpnia 1940
- General der Panzertruppe – 4 czerwca 1941